# Orange Goblin
Orange Goblin é uma banda de stoner metal formada na Inglaterra em 1995. Sua música move-se entre o doom metal, o heavy metal clássico e o stoner rock.

## História
O Orange Goblin formou-se em 1995 com o nome de Our Haunted Kingdom, e logo chamaram a atenção da gravadora Rise Above Records, gravando então a música Aquatic Fanatic, que apareceu num split com a banda Electric Wizard em 1996. Depois deste primeiro single gravaram os álbuns Frequencies from Planet Tem (1997), Time Travelling Blues (1998) e The Big Black (2000), álbum que lhes proporcionou seus primeiros sucessos e que lhes levou ao topo da cena inglesa, junto a Electric Wizard e Cathedral.
Em 2002 lançaram outro de seus álbuns mais celebrados pela crítica, Coup de Grace, no que giraram para um som mais centrado no hard rock que no stoner e o doom (estilos mais presentes em seus três primeiros álbuns) e introduziram o punk de maneira evidente, graças a uma versão de We Bite do Misfits.
Em 2004 lançaram seu quarto álbum e o último na Rise Above Records: Thieving from the House of God, um trabalho continuista com respeito ao caminho que a banda tinha tomado com Coup de Grace. A banda gravou o álbum como um quarteto após a saída de Pete Ou'Malley, segundo guitarrista da banda.
No dia 16 de dezembro de 2005 a banda celebrou seu décimo aniversário com um concerto no Underworld Clube (Londres), junto aos grupos Scissorfight e Blood Island Raiders com a casa cheia e ingressos esgotados.

## Membros

### Formação actual
- Ben Ward - Voz e guitarra
- Joe Hoare - Guitarra
- Martyn Millard - Baixo
- Chris Turner - Bateria

### Membros anteriores
- Pete Ou'Malley - Guitarra
- Duncan Gibbs - Teclados

## Discografia

### Álbuns
- Frequencies from Planet Ten (Rise Above Records, 1997)
- Time Travelling Blues (Rise Above Records, 1998)
- The Big Black (Rise Above Records, 2000)
- Coup de Grace (Rise Above Records, 2002)
- Thieving from the House of God (Rise Above Records, 2004)
- Healing Through Fire (Sanctuary Records, 2007)
- A Eulogy for the Damned (Candlelight Records, 2012)
- Back From The Abyss (Candlelight Records, 2014)

### Singles e EP
- Nuclear Guru (Man's Ruin Records, 1997). Maxi-single em formato de 10".
- The Time EP (Rise Above Records, 1998). CD promocional com três canções.
- Some You Win, Some You Lose (Rise Above Records, 2004). Single em 7".
- Rede Rising Tide (Candlelight Records, 2012).

### Álbuns compartilhados
- Electric Wizard/Our Haunted Kingdom (Rise Above Records, 1996). Singelo em 7" compartilhado com Electric Wizard. O Orange Goblin (então chamado Our Haunted Kingdom) contribuiu com Aquatic Fanatic no lado B.
- Chrono.Naut/Nuclear Guru (Man's Ruin Records, 1997). CD compartilhado com Electric Wizard. Inclui Nuclear Guru completo.
- Orange Goblin/Alabama Thunderpussy (Eccentric Man Records, 2000). Singleo compartilhado com a banda Alabama Thunderpussy. O lado A é do Orange Goblin, com uma versão de «Freelance Fiend» de Leaf Hound, banda inglesa de hard rock.

### Aparições em compilações
- Saruman's Wish, em Dark Passages II (Rise Above Records, 1996)
- Aquatic Fanatic, em Stoned Revolution - The Ulimate Trip (Drunken Maria Records, 1998)
- Quincy the Pig Boy, em Rise 13 (Rise Above Records, 1999)
- Black Shapes of Doom, em Bastards Will Pay: Tribute to Trouble CD (Freedom Records, 1999)
- No Law, em High Volume (High Times, 2004)